# Oddrun Hokland
Oddrun Helene Hokland (* 29. November 1942 in Nesset; † 18. März 2022) war eine norwegische Leichtathletin. Sie nahm an den Olympischen Spielen 1964 in Tokio teil.

## Karriere
Hokland war national für die Vereine Vistdal IL, SK Olymp aus Molde und IL i Bondeungdomslaget aus Oslo aktiv. Sie gewann zwischen 1961 und 1966 insgesamt 22 nationale Titel in den Disziplinen 400-Meter-Lauf, 80-Meter-Hürdenlauf, Hochsprung, Weitsprung, Standweitsprung, Speerwurf, Dreikampf und Fünfkampf.
Von 1961 bis 1965 gewann sie bei den Nordischen Meisterschaften fünfmal in Folge die Silbermedaille im Weitsprung. 1965 gewann sie ebenfalls Silber im Fünfkampf. Hokland wurde 1961 und 1965 als beste Athletin der nationalen Leichtathletikmeisterschaft mit dem Königspokal ausgezeichnet.
Bei den Olympischen Spielen 1964 belegte Hokland jeweils den 16. Platz im Weitsprung mit 5,68 Metern und im Fünfkampf mit 4429 Punkten.
Sie belegte bei den Europäischen Hallenspielen 1966 in Dortmund mit 5,93 Meter den fünften Platz. Im selben Jahr wurde sie bei den Europameisterschaften in Budapest Zehnte mit ihrer damaligen persönlichen Bestleistung von 4470 Punkten.
Hokland starb am 18. März 2022 im Alter von 79 Jahren, knapp fünf Wochen nach ihrer früheren Konkurrentin Berit Berthelsen.

## Bestleistungen
- Fünfkampf: 4540 Punkte (1966)
- Weitsprung: 6,26 m (1964)